# Icilius crinocolus
Icilius crinocolus is een vlokreeftensoort uit de familie van de Iciliidae. De wetenschappelijke naam van de soort is voor het eerst geldig gepubliceerd in 2004 door Watson, Lowry & Steinberg.